# Hemiphyllodactylus ganoklonis
Espèce
Statut de conservation UICN

 LC  : Préoccupation mineure
Hemiphyllodactylus ganoklonis est une espèce de geckos de la famille des Gekkonidae.

## Répartition
Cette espèce est endémique des Palaos.

## Description
Les mâles mesurent de 28,3 à 31,6 mm et les femelles 31,1 à 34,2 mm.

## Étymologie
Le nom spécifique ganoklonis vient du grec ganos, lumineux, et de klonis, la croupe ou la fesse, en référence au chevron jaune vif de ce saurien à la base de sa queue.

## Publication originale
- Zug, 2010 : Speciation and Dispersal in a Low Diversity Taxon: The Slender Geckos Hemiphyllodactylus (Reptilia, Gekkonidae). Smithsonian contributions to zoology, no 631, p. 1-70 (texte intégral).